# Abrochia sodalis
Abrochia sodalis là một loài bướm đêm thuộc phân họ Arctiinae, họ Erebidae.